# エスタディオ・ルイス・デ・ラ・フエンテ
エスタディオ・ルイス・"ピラータ"・フエンテ(スペイン語: Estadio Luis "Pirata" Fuente)は、メキシコ南東部の街ベラクルスにある多目的スタジアムである。

## 概要
1967年に建設された。収容人数は26,316人。1981年まではエスタディオ・ベラクルスと呼ばれていた。現在のスタジアム名は、ベラクルス出身で1930年代から1950年代にかけてサッカーメキシコ代表として活躍したルイス・デ・ラ・フエンテ・イ・オジョスに由来している。
主にサッカーの試合に用いられ、プリメーラ・ディビシオンに所属するティブロネス・ロホス・デ・ベラクルスがホームスタジアムとして使用している。
2006年にはメキシコで開催された2006 CONCACAF U-20女子選手権の会場として使用された。また、コンサート会場としては、2006年にルイス・ミゲル、2007年にシャキーラ、2008年にマナー、2010年にエルトン・ジョンがそれぞれコンサートを開催している。

## 交通アクセス
歩いて数分でメキシコ湾を見に行けるほど海の近くにある。ヘネラル・エリベルト・ハラ国際空港からはタクシーで約10分。